# Huldremosekvinnan

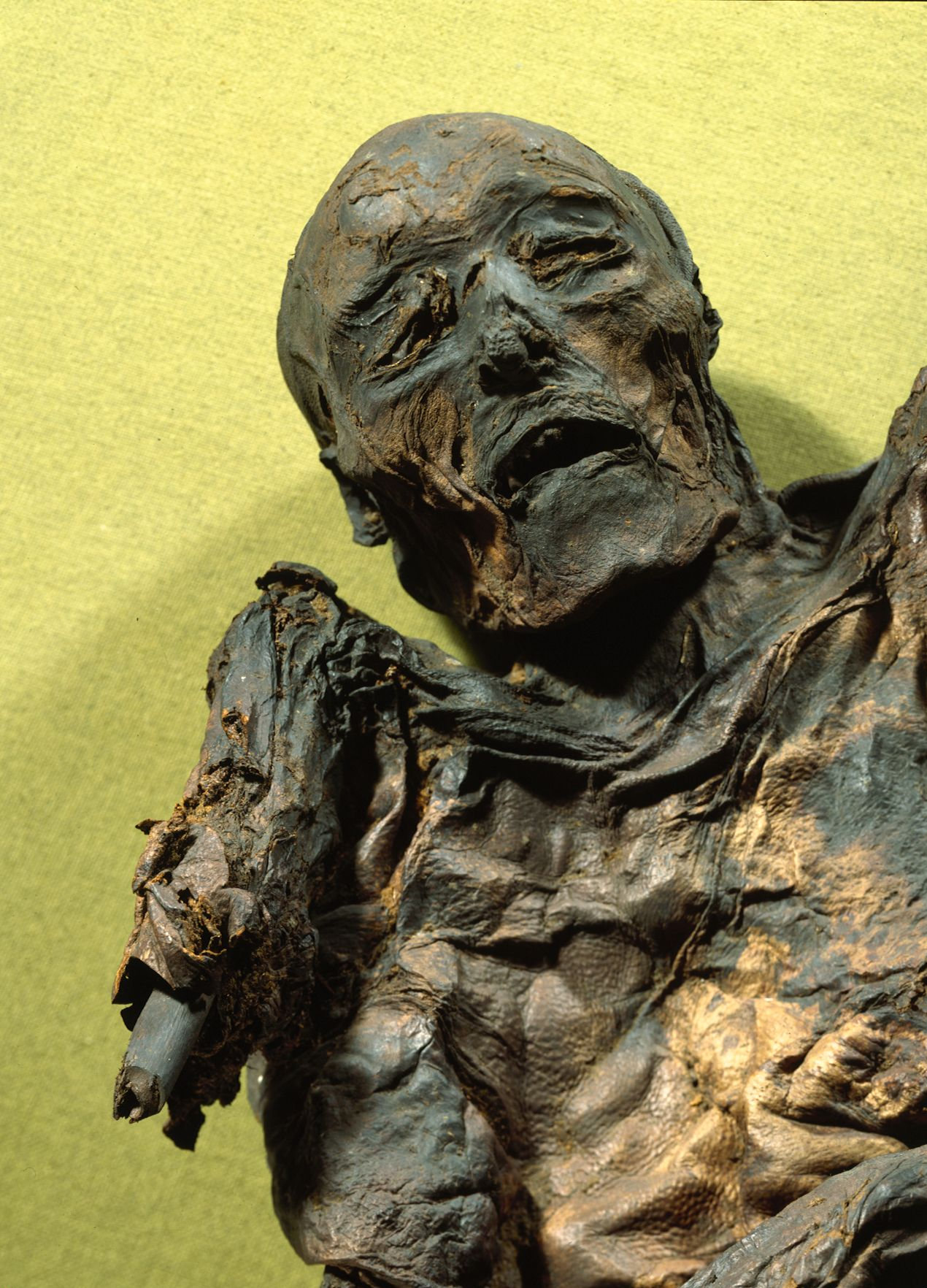
Huldremosekvinnan

Huldremosekvinnan är ett mosslik från äldre järnålder. Det hittades i Huldremose på Djursland i Danmark. Kvinnan hittades 1879 i samband med grävning efter torv. Det var det första mossliket som visades på Nationalmuseet i Köpenhamn. Liket och framförallt dess dräkt var ovanligt välbevarad p.g.a. de mycket syrefattiga förhållanden i mossen. Kvinnan var över 40 år gammal. Strontiumanalys har visat att ullen i dräkten är lokal, medan växtfibrer kommer från en plats med annan berggrund, möjligen Sverige eller Norge

Dräkt funnen i samma mosse, men ej tillhörande kvinnan